# 二军师招待所
二军师招待所是中国浙江省湖州市的一座历史建筑，位于吴兴区朝阳街道朝阳巷35号。
该建筑建于民国时期，1949年以后曾作为二军师招待所，现在改为普通住宅。2015年11月13日，二军师招待所公布为第八批湖州市文物保护单位。